# براندون سميث (سياسي)
براندون سميث (بالإنجليزية: Brandon Smith)‏ هو سياسي أمريكي، ولد في 14 يونيو 1967 في هازارد في الولايات المتحدة. حزبياً، نشط في الحزب الجمهوري. وقد انتخب Whip (politics) ‏ وانتخب عضو مجلس ولاية كنتاكي وانتخب عضو مجلس نواب كنتاكي.